# Toyota Avanza
Toyota Avanza — автомобиль, разработанный японской компанией Daihatsu и выпускающийся как под брендом Toyota, так и Daihatsu Xenia, в основном с третьим рядом сидений.
Помимо Индонезии, Avanza продаётся по всей Юго-Восточной Азии, Мексике, Пакистане, Непале, Бангладеш, Шри-Ланке, Египте и Южной Африке. Обновлённая версия автомобиля продавалась в Китае под маркой FAW до 2016 года.
Avanza была самым продаваемым легковым автомобилем в Индонезии в период с 2006 по 2019 год и в 2021 году. На пике своей популярности в 2013 году на Toyota Avanza приходилось 17 процентов от общего объёма продаж автомобилей в Индонезии (22 процента вместе с Daihatsu Xenia). По состоянию на ноябрь 2018 года по всему миру было продано около 2,75 миллиона единиц Avanza/Xenia.

## Этимология
Название Avanza происходит от испанского слова avanza, что означает «двигаться», и итальянского слова avanzato, что означает «продвигаться вперёд». Имя Xenia происходит от термина «Ксения», означающего особую форму гостеприимства и ритуализированной дружбы в Древней Греции. Название Veloz происходит от английского слова «скорость» и испанского слова velocidad, означающего «быстрый».

## Галерея
|  |  |  |  |